# Terézia Vansová
Terézia Zuzana Vansová née Medvecká, est une écrivain tchécoslovaque née le 18 avril 1857, à Zvolenská Slatina en Empire d'Autriche.

## Biographie

### Carrière
Elle écrivait sous les pseudonymes Johanka Georgiadesová, Milka Žartovnická et Nemophila.  Elle écrit de la poésie à la fois en allemand et en slovaque. Elle crée le premier journal féminin slovaque Dennica et a ensuite écrit des pièces de théâtre et des romans[réf. nécessaire].
Son ambition n'est pas de créer de la grande littérature, mais de la littérature sentimentale en hongrois et en allemand.